# فلوباتس
فلوباتس (انگلیسی: Flobots) یک گروه موسیقی تجربی رپ راک است که در سال ۲۰۰۵ در دنور بنیان نهاده شد. یکی از تک‌آهنگ‌های آنان در سال ۲۰۰۸ به رتبهٔ سوم ایرپلی آلترناتیو دست یافت. آنها در نمایش گفتگومحور امشب با جی لنو و آخر شب با کونان اوبراین هم برنامه‌هایی اجرا کردند.